# Corée du Sud aux Jeux olympiques d'été de 2008
La Corée du Sud participe aux Jeux olympiques d'été de 2008 à Pékin.

## Liste des médaillés

### Médailles d'or
| Sport               | Discipline                     | Sportifs | Performance         |
| Médailles d'or : 13 | Médailles d'or : 13            | Médailles d'or : 13 | Médailles d'or : 13 |
| ------------------- | ------------------------------ | --- | ------------------- |
| Badminton           | Double mixte                   | Lee Yong-Jae Lee Hyo-Jung |                     |
| Baseball            | Finale homme                   | Bong Jung-Keun Chong Tae-Hyon Han Ki-Joo Jang Won-Sam Jeong Keun-Woo Jin Kab-Yong Kang Min-Ho Kim Dong-Joo Kim Hyun-Soo Kim Kwang-Hyun Kim Min-Jae Ko Young-Min Kwon Hyuk Lee Dae-Ho Lee Jin-Young Lee Jong-wook Lee Seung-Yeop Lee Taek-Keun Lee Yong-Kyu Oh Seung-Hwan Park Jin-Man Ryu Hyun-Jin Song Seung-Jun Yoon Suk-Min | Bat Cuba 3-2        |
| Haltérophilie       | Moins de 77 kg (H)             | Jaehyouk Sa | 366 kg              |
| Haltérophilie       | Plus de 75 kg (F)              | Jang Mi-ran | 326 kg              |
| Judo                | Moins de 60 kg (H)             | Choi Min-Ho |                     |
| Natation            | 400 m nage libre (H)           | Tea-Hwan Park | 3 min 41 s 86 (RAs) |
| Taekwondo           | Moins de 57 kg (F)             | Lim Su-Jeong |                     |
| Taekwondo           | Moins de 67 kg (F)             | Hwang Kyung-Sun |                     |
| Taekwondo           | Moins de 68 kg (H)             | Son Tae-Jin |                     |
| Taekwondo           | Moins plus 80 kg (H)           | Cha Dong-Min |                     |
| Tir                 | Pistolet 50 m air comprimé (H) | Jin Jong-Oh | 660,4 points        |
| Tir à l'arc         | Par équipe (F)                 | Joo Hyun-Jung Park Sung-Hyun Yun Ok-Hee | 224 points          |
| Tir à l'arc         | Par équipe (H)                 | Im Dong-Hyun Lee Chang-Hwan Park Kyung-Mo | 227 points          |

### Médailles d'argent
| Sport                   | Discipline                     | Sportifs                   | Performance             |
| Médailles d'argent : 11 | Médailles d'argent : 11        | Médailles d'argent : 11    | Médailles d'argent : 11 |
| ----------------------- | ------------------------------ | -------------------------- | ----------------------- |
| Badminton               | Double (F)                     | Lee Hyo-Jung Lee Kyung-Won |                         |
| Escrime                 | Fleuret individuel (F)         | Nam Hyunhee                |                         |
| Gymnastique             | Barres parallèles (H)          | Yoo Won-Chul               |                         |
| Haltérophilie           | Moins de 53 kg (F)             | Yoon Jin-Hee               | 213 kg                  |
| Haltérophilie           | Moins de 48 kg (F)             | Im Jyoung-hwa              |                         |
| Judo                    | Moins de 73 kg (H)             | Wang Ki-Chun               |                         |
| Judo                    | Moins de 81 kg (H)             | Kim Jae-Bum                |                         |
| Natation                | 200 m nage libre (H)           | Tea-Hwan Park              | 1 min 44 s 85           |
| Tir                     | Pistolet 10 m air comprimé (H) | Jin Jong-oh                | 684,5 points            |
| Tir à l'arc             | Épreuve individuelle (H)       | Park Kyung-Mo              |                         |
| Tir à l'arc             | Épreuve individuelle (F)       | Park Sung-Hyun             |                         |

### Médailles de bronze
| Sport                   | Discipline                 | Sportifs | Performance             |
| Médailles de bronze : 8 | Médailles de bronze : 8    | Médailles de bronze : 8 | Médailles de bronze : 8 |
| ----------------------- | -------------------------- | --- | ----------------------- |
| Badminton               | Double (H)                 | Lee Jae-Jin Hwang Ji-Man |                         |
| Boxe                    | 69 kg (poids mi-moyen) (H) | Kim Jung-Joo |                         |
| Handball                | Femmes                     | Oh Yong-ran Kim O-na Huh Soon-young Song Hai-rim Kim Nam-sun Kim Cha-youn Oh Seong-ok Hong Jeong-ho Park Chung-hee Lee Min-hee An Jung-hwa Bae Min-hee Choi Im-jeong Moon Pil-hee |                         |
| Judo                    | Moins de 78 kg (F)         | Jeong Gyeong-Mi |                         |
| Lutte gréco-romaine     | Moins de 55 kg (H)         | Park Eun-chul |                         |
| Tennis de table         | Double (F)                 | Dang Ye-Seo Kim Kyung-Ah Park Mi-Young |                         |
| Tennis de table         | Double (H)                 | Oh Sang-Eun Ryu Seung-Min Yoon Jae-Young |                         |
| Tir à l'arc             | Épreuve individuelle (F)   | Yun Ok-Hee |                         |

## Athlètes engagés

### Athlétisme

#### Hommes
| Épreuve           | Athlète        | Séries   | Séries | Quarts de finale | Quarts de finale | Demi-finales | Demi-finales | Finale        | Finale |
| Épreuve           | Athlète        | Résultat | Rang   | Résultat         | Rang             | Résultat     | Rang         | Résultat      | Rang   |
| ----------------- | -------------- | -------- | ------ | ---------------- | ---------------- | ------------ | ------------ | ------------- | ------ |
| 110 mètres haies  | Lee Jung-joon  | 13.65    | 5e Q   | 13.55            | 7e               | -            | -            | -             | -      |
| 20 km marche      | Park Chil-sung | NC       | NC     | NC               | NC               | NC           | NC           | 1 h 25 min 07 | 33e    |
| 20 km marche      | Kim Hyun-sub   | NC       | NC     | NC               | NC               | NC           | NC           | 1 h 22 min 57 | 23e    |
| 50 km marche      | Kim Dong-Young | NC       | NC     | NC               | NC               | NC           | NC           | 4 h 02 min 32 | 31e    |
| Triple saut       | Kim Deok-hyeon | 16,88 m  | 10e    | -                | -                | -            | -            | -             | -      |
| Saut à la perche  | Kim Yoo-suk    | /        | /      | -                | -                | -            | -            | -             | -      |
| Lancer du javelot | Jae-Myong Park | 76,63 m  | 10e    | -                | -                | -            | -            | -             | -      |

#### Femmes
| Épreuve           | Athlète       | Séries   | Séries | Quarts de finale | Quarts de finale | Demi-finales | Demi-finales | Finale        | Finale |
| Épreuve           | Athlète       | Résultat | Rang   | Résultat         | Rang             | Résultat     | Rang         | Résultat      | Rang   |
| ----------------- | ------------- | -------- | ------ | ---------------- | ---------------- | ------------ | ------------ | ------------- | ------ |
| Marathon          | Lee Sun-young | NC       | NC     | NC               | NC               | NC           | NC           | 2 h 43 min 23 | 56e    |
| Marathon          | Chae Eun-hee  | NC       | NC     | NC               | NC               | NC           | NC           | 2 h 38 min 52 | 53e    |
| Marathon          | Lee Eun-jung  | NC       | NC     | NC               | NC               | NC           | NC           | 2 h 33 min 07 | 25e    |
| 20 km marche      | Kim Mijeong   | NC       | NC     | NC               | NC               | NC           | NC           | 1 h 33 min 55 | 28e    |
| Saut en longueur  | Soon-ok Jung  | 6,33 m   | 14e    | -                | -                | -            | -            | -             | -      |
| Lancer du poids   | Mi-young Lee  | 15,10 m  | 17e    | -                | -                | -            | -            | -             | -      |
| Lancer du javelot | Kim Kyong-ae  | 53,13 m  | 25e    | -                | -                | -            | -            | -             | -      |

### Aviron
| Athlète(s)   | Compétition                 | Série         | Série | Quart de finale | Quart de finale | Demi-finale | Demi-finale | Finale | Finale |
| Athlète(s)   | Compétition                 | Temps         | Rang  | Temps           | Rang            | Temps       | Rang        | Temps  | Rang   |
| ------------ | --------------------------- | ------------- | ----- | --------------- | --------------- | ----------- | ----------- | ------ | ------ |
| Jang Kangeun | Deux de couple poids légers | 6 min 42 s 97 | 5e    | 7 min 12 s 17   | 6e              | -           | -           | -      | -      |
| Kim Hongkyun | Deux de couple poids légers | 6 min 42 s 97 | 5e    | 7 min 12 s 17   | 6e              | -           | -           | -      | -      |

### Badminton

#### Hommes
| Épreuve      | Athlète       | 32éme de Finale            | 16éme de Finale                  | Huitième de Finale                  | Quarts de finale                      | Demi-finales                           | Finale/ 3e place                         |
| Épreuve      | Athlète       | Résultats                  | Résultat                         | Résultat                            | Résultat                              | Résultat                               | Résultat                                 |
| ------------ | ------------- | -------------------------- | -------------------------------- | ----------------------------------- | ------------------------------------- | -------------------------------------- | ---------------------------------------- |
| Simple       | Sunghwan Park | Dabeka 2-0 (21/11 - 21/11) | Ekiring 2-0 (21/5-21/8)          | Lin Dan 0-2 (21/8 - 21/11)          | -                                     | -                                      | -                                        |
| Simple       | Lee Hyunil    | NC                         | Jonassen 2-1 (15/21-21/14-21/19) | Marc Zwiebler 2-0 (21/13 - 21/11)   | Bao Chunlai 2-0 (23/21 - 21/11)       | Lee Chong Wei 1-2 (18/21-21/13-13/21)  | Chen Jin 1-2 (16/21-21/12-14/21)         |
| Double       | Jaesung Chung | NC                         | NC                               | Paaske/Rasmussen 0-2 (16/21-19/21)  | -                                     | -                                      | -                                        |
| Double       | Yong Dae Lee  | NC                         | NC                               | Paaske/Rasmussen 0-2 (16/21-19/21)  | -                                     | -                                      | -                                        |
| Double       | Jaejin Lee    | NC                         | NC                               | Choong/Lee 2-1 (20/22-21/13-21/16)  | Masuda/Ohtsuka 2-1 (21/12-18/21-21/9) | Cai/Fu 0-2 (20/22-8-21)                | Rasmussen/Paaske 2-1 (13/21-21/18-21/17) |
| Double       | Jiman Hwang   | NC                         | NC                               | Choong/Lee 2-1 (20/22-21/13-21/16)  | Masuda/Ohtsuka 2-1 (21/12-18/21-21/9) | Cai/Fu 0-2 (20/22-8-21)                | Rasmussen/Paaske 2-1 (13/21-21/18-21/17) |
| Double mixte | Sanghun Han   | NC                         | NC                               | Liliyana/Widianto 0-2 (21/23-19/21) | -                                     | -                                      | -                                        |
| Double mixte | Yu Mi Hwang   | NC                         | NC                               | Liliyana/Widianto 0-2 (21/23-19/21) | -                                     | -                                      | -                                        |
| Double mixte | Hyo-jung Lee  | NC                         | NC                               | Cooper/Flavell 2-0 (21/12-21/11)    | Robertson/Emms 2-0 (21/19-21/12)      | Limpele/Marissa 2-1 (21/9-12/21-21/17) | Widianto/Liliyana 2-0 (21/11-21/17)      |
| Double mixte | Yong-Dae Lee  | NC                         | NC                               | Cooper/Flavell 2-0 (21/12-21/11)    | Robertson/Emms 2-0 (21/19-21/12)      | Limpele/Marissa 2-1 (21/9-12/21-21/17) | Widianto/Liliyana 2-0 (21/11-21/17)      |

### Baseball
| Épreuve          | Phase de groupes        | Phase de groupes    | Phase de groupes    | Phase de groupes    | Phase de groupes    | Phase de groupes    | Phase de groupes       | Demi-finale         | Finale / MB         | Rang          |
| Épreuve          | Adversaire Résultat     | Adversaire Résultat | Adversaire Résultat | Adversaire Résultat | Adversaire Résultat | Adversaire Résultat | Adversaire Résultat    | Adversaire Résultat | Adversaire Résultat | Rang          |
| ---------------- | ----------------------- | ------------------- | ------------------- | ------------------- | ------------------- | ------------------- | ---------------------- | ------------------- | ------------------- | ------------- |
| Tournoi masculin | États-Unis Victoire 8-7 | Canada Victoire 1-0 | Japon Victoire 5-3  | Chine Victoire 1-0  | Taïwan Victoire 9-8 | Cuba Victoire 7-4   | Pays-Bas Victoire 10-0 | Japon Victoire 6-2  | Cuba Victoire 3-2   | Médaille d'or |

### Boxe
| Athlète       | Catégorie             | 16e de finale             | 8e de finale            | Quart de finale       | Demi-finale              | Finale              |
| Athlète       | Catégorie             | Adversaire Résultat       | Adversaire Résultat     | Adversaire Résultat   | Adversaire Résultat      | Adversaire Résultat |
| ------------- | --------------------- | ------------------------- | ----------------------- | --------------------- | ------------------------ | ------------------- |
| Lee Ok-sung   | Poids mouches (-51Kg) | Warren Victoire 9-8       | Cherif Défaite 5-11     | -                     | -                        | -                   |
| Han Soon-chul | Poids coqs (-54Kg)    | NC                        | Manzanilla Défaite 6-17 | -                     | -                        | -                   |
| Baik Jong Sub | Poids légers (-60Kg)  | NC                        | Sayotha Victoire 10-4   | Javakhyan Défaite WO  | -                        | -                   |
| Jung Joo Kim  | Poids welters (-69Kg) | Culcay Victoire +11-11    | Jackson Victoire 10-0   | Andrade Victoire 11-9 | Sarsekbayev Défaite 6-10 | -                   |
| Cho Deok Jin  | Poids moyens (-75Kg)  | Chomphuphuang Défaite 3-9 | -                       | -                     | -                        | -                   |

### Cyclisme
Route
| Athlète        | Compétition     | Temps         | Rang |
| -------------- | --------------- | ------------- | ---- |
| Park Sung-baek | Course en ligne | 7 h 03 min 04 | 87e  |

### Escrime
| Athlète          | Compétition                 | 1/32 de finale             | 1/16 de finale      | 1/8 de finale    | Quarts de finale | Demi-finales     | Match pour la médaille de bronze Matchs de classement 5-8 | Match pour la médaille de bronze Matchs de classement 5-8 | Finale           | Finale |
| Athlète          | Compétition                 | Adversaire Score           | Adversaire Score    | Adversaire Score | Adversaire Score | Adversaire Score | Adversaire Score                                          | Rang                                                      | Adversaire Score | Rang   |
| ---------------- | --------------------------- | -------------------------- | ------------------- | ---------------- | ---------------- | ---------------- | --------------------------------------------------------- | --------------------------------------------------------- | ---------------- | ------ |
| Kim Won-jin (en) | Épée masculine individuelle | NC                         | Abajo Défaite 14-15 | -                | -                | -                | -                                                         | -                                                         | -                | -      |
| Kim Seung Gu     | Épée masculine individuelle | Maduma (en) Victoire 15-12 | Imre Défaite 14-15  | -                | -                | -                | -                                                         | -                                                         | -                | -      |

### Judo
Hommes
- 60 kg
  - Choi Min-Ho

### Tir
Hommes
- Jin Jong Oh